# Тёрнер, Софи (модель)
Софи Тёрнер (англ. Sophie Turner; род. 30 апреля 1984, Мельбурн) — австралийская фотомодель и актриса.

## Биография
Софи Тёрнер родилась 30 апреля 1984 года в городе Мельбурн, Австралия. В семье была младшей из четверых детей. В 1997 году в Австралии выиграла титул «Мисс Пляж». В 2001 году участвовала в австралийском телешоу «Поиск супермодели». В 2002 году работала в модельном агентстве «Ford Models». В 2008 году Тернер получила степень бакалавра права в университете Флиндерс в Южной Австралии. Снималась для журналов «Sports Illustrated», «Maxim». На сегодняшний день Софи живёт и работает в Голливуде. В 2015 году была номинирована на премию «Maverick Movie Awards» в категории «Лучший актёрский ансамбль» за роль в фильме «Моменты ясности».

## Фильмография
| Год  |     | Русское название    | Оригинальное название   | Роль               |
| ---- | --- | ------------------- | ----------------------- | ------------------ |
| 2008 | ф   | Манхэттенцы         | Manhattanites           | модель             |
| 2010 | ф   | Из света            | Lights Out              | актриса            |
| 2010 | кор | Правила для лузеров | A Losers Guide          | девушка            |
| 2010 | ф   | Мандариновый парень | The Mandarin Orange Boy | девушка            |
| 2011 | кор | Один вечер надежды  | One Hopes Evening       | Иви                |
| 2011 | ф   | Игрушечный мальчик  | Boy Toy                 | девушка            |
| 2012 | ф   | Убойный мартини     | The Martini Shot        | Мелани             |
| 2012 | кор | Батт Гадкий         | Butt-Ugly               | красавица          |
| 2013 | ф   | Дьявольская дюжина  | The Devil's Dozen       | Софи               |
| 2013 | с   | Мистер Касса        | Mr. Box Office          | пресс-секретарь №2 |
| 2015 | ф   | Моменты ясности     | Moments of Clarity      | Айдахо Мастерс     |
| 2015 | ф   | Что-то в темноте    | Something in the Dark   | сестра             |